# Loudly
Loudly és un generador de música d'Intel·ligència Artificial. En pocs segons pot generar ritmes i melodies a partir d'una descripció o uns paràmetres que determinen l'època en què està inspirada la composició, el gènere, l'energia que transmet, els instruments musicals que s'utilitzen.
La IA utilitza algoritmes complexes que generen composicions des de zero a partir de música ja existent.
L'ús d'aquesta eina pot ser gratuït, tot i que el pla sense cost té moltes limitacions. Per augmentar les possibilitats existeixen altres plans de diferents costs per tal de gaudir d'una experiència més àmplia a Loudly.